# Abbotts gent
Abbotts gent (Papasula abbotti) is een grote zeevogel uit het monotypische geslacht Papasula en de familie genten (Sulidae). Het is een endemische vogelsoort die alleen voorkomt op en om Christmaseiland (een eiland in de Indische Oceaan). Het is een bedreigde diersoort en is vernoemd naar de Amerikaanse ornitholoog William Louis Abbott.

## Beschrijving
Abbotts gent heeft een lengte van ongeveer 79 cm en een gewicht van 1460 gram. Het zwart-witpatroon van het verenkleed verschilt van dat van andere soorten genten uit de omgeving zoals de roodpootgent. De vleugels zijn van boven donker en volwassen vogels hebben spikkels op de rug en een donkere dijvlek. Vrouwtjes hebben vuilroze snavel, mannetjes een blauwgrijs. De poten zijn loodgrijs gekleurd.

## Verspreiding en leefgebied
Abbotts gent broedt alleen nog maar op Christmaseiland. Vroeger broedde de vogel op meerdere eilanden in de Indische Oceaan. Er zijn fossielen gevonden op eilanden in het zuiden van de Grote Oceaan.

## Status
Abbotts gent nestelt in grote bomen van het regenwoud.Veel van dit leefgebied is verloren gegaan door het winnen van fosfaat in de periode 1965-1987. Tussen 1967 en 1983 nam de populatie af van 2300 naar 1900 broedparen. Dankzij beschermingsmaatregelen, zoals het instellen van een natuurreservaat in 1988, is het aantal broedparen constant. In 2018 werd het aantal geschat op 6000 volwassen individuen. Het ecosysteem op het eiland wordt echter bedreigd door een ingevoerde roofmier Anoplolepis gracilipes en mogelijk ook door klimaatverandering; daarom staat Abbotts gent als bedreigd op de rode lijst.